# اچ‌ام‌اس اتنا (۱۸۰۳)
اچ‌ام‌اس اتنا (۱۸۰۳) (به انگلیسی: HMS Aetna (1803)) یک کشتی بود.